# 죽음의 구역

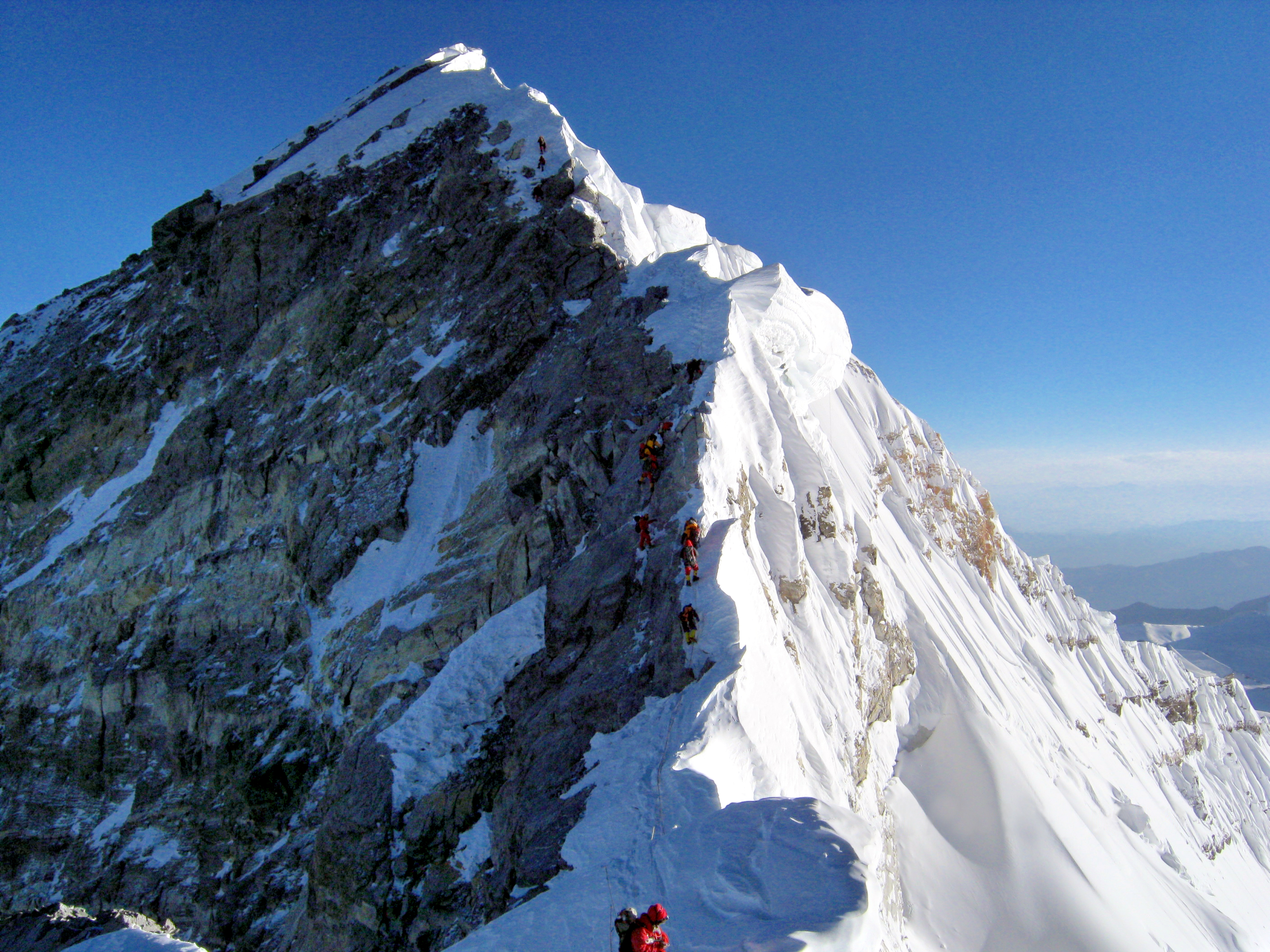
에베레스트산 정상은 죽음의 지대에 있다.

등산에서 죽음의 지대(Death zone)는 산소의 압력이 장기간 인간 생명을 유지하기에 불충분한 고도를 의미한다. 이 지점은 일반적으로 8,000 m (26,200 ft)로 간주되며, 이 고도에서 대기압은 356 밀리바 (10.5 inHg; 5.16 psi) 미만이다. 이 개념은 1953년 스위스 의사 에두아르 비스뒤낭이 고안했으며, 그는 이를 치명적 지대라고 불렀다. 죽음의 지대에 있는 모든 8000m 이상 봉우리 14개(8000미터 봉우리)는 아시아의 히말라야산맥과 카라코람산맥 지역에 위치한다.
고고도 등반에서 많은 사망은 죽음의 지대의 영향으로 인해 발생하며, 직접적으로는 생명 기능 상실로, 간접적으로는 스트레스로 인한 잘못된 결정(예: 악화되는 상황에서 돌아가지 않거나, 등반 루트를 잘못 읽는 등) 또는 사고(예: 추락)로 이어지는 신체 약화에 의해 발생한다. 보조 산소 없이 8,000 m (26,200 ft) 이상에 장기간 머무르면 신체 기능 저하와 사망에 이르게 된다.

## 생리학적 배경
인체는 해발 150 m (490 ft) 미만에서 최적의 지구력을 갖는다. 공기 중 산소 (O2) 농도는 20.9%이므로, 해수면에서의 O2 부분 압력 (PO2)은 약 21.2 kPa (6.3 inHg; 3.07 psi)이다. 건강한 사람의 경우, 이는 적혈구 내 산소 결합성 적색 색소인 헤모글로빈을 포화시킨다.
대기압은 고도가 높아질수록 감소하며, O2 분율은 약 85 km (53 mi)까지 일정하게 유지되므로 PO2도 고도가 높아질수록 감소한다. 에베레스트 베이스캠프의 고도인 5,500 m (18,000 ft)에서는 해수면 값의 약 절반이며, 에베레스트 정상의 고도인 8,849 m (29,032 ft)에서는 3분의 1 미만이다. PO2가 떨어지면 인체는 고소적응으로 반응한다. 추가적인 적혈구가 생성되고, 심박수가 빨라지며, 비필수적인 신체 기능이 억제되고, 음식 소화 효율이 감소한다 (인체가 심폐 예비량을 늘리기 위해 소화계를 억제하기 때문). 또한 더 깊고 자주 숨을 쉰다. 그러나 고소적응에는 며칠 또는 몇 주가 필요하다. 고소적응에 실패하면 고산병을 포함한 고산 폐부종 (HAPE) 또는 뇌부종 (HACE)이 발생할 수 있다.
인간은 5,950 m (19,500 ft) [대기압 475 밀리바 (14.0 inHg; 6.89 psi)]에서 2년 동안 생존했는데, 이는 영구적으로 견딜 수 있는 최고 고도의 한계에 가까운 것으로 보인다. 극한 고도인 7,500 m (24,600 ft) [대기압 383 밀리바 (11.3 inHg; 5.55 psi)] 이상에서는 잠자기가 매우 어려워지고, 음식 소화가 거의 불가능해지며, HAPE 또는 HACE의 위험이 크게 증가한다.
죽음의 지대와 그 이상에서는 어떤 인체도 고소적응할 수 없다. 인체는 보충되는 것보다 더 빨리 산소 비축량을 소모한다. 보조 산소 없이 이 지대에 장기간 머무르면 신체 기능 저하, 의식 상실, 궁극적으로 사망에 이르게 된다. 볼리비아 고고도 병리 연구소의 과학자들은 만성 산악병 환자와 자궁 내 정상 태아에서 저산소증에 대한 극심한 내성을 관찰한 결과, 죽음의 지대의 존재에 이의를 제기하며, 이들은 에베레스트 정상과 유사한 pO2 수준을 나타낸다.

## 보조 산소

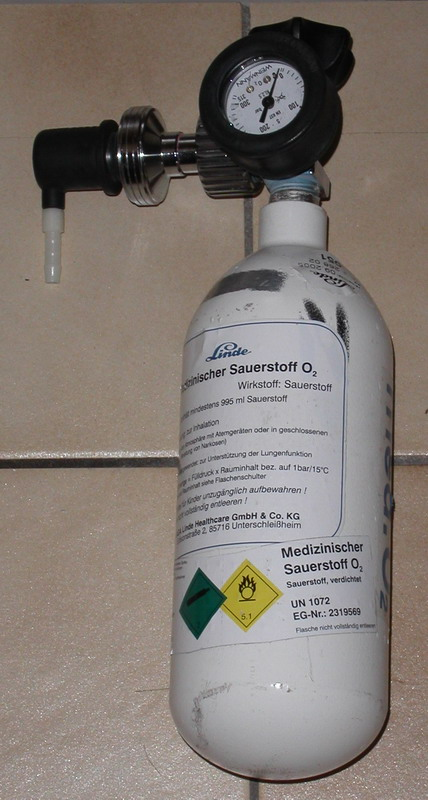
산소통은 등반가들이 죽음의 지대에서 생존하는 데 도움을 줄 수 있다

등반가들은 죽음의 지대에서 해로운 영향을 줄이기 위해 보조 산소를 사용한다. 개방 회로 산소 장치는 1922년과 1924년 영국 에베레스트 원정대에서 처음 시험되었으며, 1921년에 가져간 산소통은 사용되지 않았다 (조지 핀치와 노엘 오델 참조). 1953년에는 톰 버딜런과 찰스 에번스의 첫 공격대가 폐쇄 회로 산소 장치를 사용했다. 두 번째 (성공한) 공격대인 에드먼드 힐러리와 텐징 노르가이는 개방 회로 산소 장치를 사용했으며, 힐러리는 정상에서 산소 장치 없이 10분 동안 사진을 찍은 후 "손가락이 둔해지고 움직임이 느려졌다"고 말했다.
생리학자 그리피스 푸는 1952년과 1953년 초오유 원정대에 참여하여 추위와 고도의 영향을 연구했으며, 4,600 m (15,000 ft) 이상에서 최소 36일 동안 고소적응을 하고 폐쇄 회로 장비를 사용할 것을 권장했다. 그는 히말라야 1960~61년 실버 햇 원정대에서 몇 달 동안 고소적응 능력을 추가로 연구했다.
1978년, 라인홀트 메스너와 페터 하벨러는 보조 산소 없이 에베레스트를 최초로 등정했다.

## 주요 재해
여러 원정대가 죽음의 지대에서 다수의 사망자를 낸 재해를 겪었는데, 다음을 포함한다:
- 1996년 에베레스트산 조난 사고
- 2008년 K2 조난 사고

## 같이 보기
- 고고도 인체 영향
- 저산소혈증
- 저산소증